# Mistrzostwa Europy w Netballu
Mistrzostwa Europy w Netballu – coroczne ME, mające na celu wyłonienie najlepszej drużyny w Europie, w tej dyscyplinie sportowej. Zawody odbywają się od roku 1998.

## Medaliści ME
| Rok  |        |                   |                   | Miejsce    |
| ---- | ------ | ----------------- | ----------------- | ---------- |
| 1998 | Anglia | ?                 | ?                 | ?          |
| 1999 | Anglia | ?                 | ?                 | ?          |
| 2000 | Anglia | ?                 | ?                 | ?          |
| 2001 | Walia  | ?                 | ?                 | Canterbury |
| 2002 | Anglia | Szkocja           | Walia             | Cardiff    |
| 2003 | Anglia | Walia             | Szkocja           | Glasgow    |
| 2004 | Anglia | Walia             | Szkocja           | Cardiff    |
| 2005 | Anglia | Walia             | Szkocja           | Sheffield  |
| 2006 | Anglia | Walia             | Szkocja           | Cardiff    |
| 2007 | Anglia | Walia             | Szkocja           | Belfast    |
| 2008 | Anglia | Szkocja           | Irlandia Północna | Glasgow    |
| 2009 | Anglia | Szkocja           | Irlandia Północna | Sheffield  |
| 2010 | Anglia | Walia             | Szkocja           | Cardiff    |
| 2010 | Anglia | Walia             | Szkocja           | Cardiff    |
| 2011 | Anglia | Walia             | Irlandia Północna | Antrim     |
| 2012 | Anglia | Irlandia Północna | Walia             | Sheffield  |